# Geria (kommunhuvudort)
Geria är en kommunhuvudort i Spanien.   Den ligger i provinsen Provincia de Valladolid och regionen Kastilien och Leon, i den centrala delen av landet, 160 km nordväst om huvudstaden Madrid. Geria ligger 721 meter över havet och antalet invånare är 474.
Terrängen runt Geria är huvudsakligen platt, men åt nordost är den kuperad. Runt Geria är det tätbefolkat, med 383 invånare per kvadratkilometer. Närmaste större samhälle är Valladolid, 15,3 km nordost om Geria. Trakten runt Geria består till största delen av jordbruksmark.